# Tom Rolf
Pour les articles homonymes, voir Rolf.
Tom Rolf, de son vrai nom Ernst Ragnar Rolf, est un monteur américain né le 31 décembre 1931 à Stockholm (Suède) et mort le 14 juillet 2014 à Saint-Calais.

## Biographie
Ernst Ragnar Rolf est le fils de deux acteurs suédois célèbres, Ernst (sv) et Tutta Rolf. Tom Rolf travaille comme pisteur-secouriste et dans la marine marchande norvégienne avant d'émigrer aux États-Unis,.
Le second mari de sa mère, Jack Donohue, chorégraphe et réalisateur à la Metro-Goldwyn-Mayer, lui suggère de travailler dans la salle de montage pour apprendre comment se fait un film. Il y restera toute sa carrière.
Il a été pendant deux mandats président de l'association American Cinema Editors et gouverneur de l'Academy of Motion Picture Arts and Sciences pendant 15 ans,,.

## Filmographie (sélection)

### Cinéma
- 1975 : French Connection 2 de John Frankenheimer
- 1976 : Taxi Driver de Martin Scorsese
- 1977 : New York, New York de Martin Scorsese
- 1980 : La Porte du paradis (Heaven's Gate) de Michael Cimino
- 1983 : L'Étoffe des héros (The Right Stuff) de Philip Kaufman
- 1983 : Wargames de John Badham
- 1986 : 9 semaines 1/2 (Nine ½ Weeks) d'Adrian Lyne
- 1989 : Black Rain de Ridley Scott
- 1992 : Les Experts (Sneakers) de Phil Alden Robinson
- 1993 : L'Affaire Pélican (The Pelican Brief) d'Alan J. Pakula
- 1993 : Mr. Jones de Mike Figgis
- 1995 : Heat de Michael Mann
- 1995 : Esprits rebelles (Dangerous Minds) de John N. Smith
- 1997 : Ennemis rapprochés (The Devil's Own) d'Alan J. Pakula
- 1998 : L'Homme qui murmurait à l'oreille des chevaux (The Horse Whisperer) de Robert Redford
- 2002 : Windtalkers : Les Messagers du vent de John Woo
- 2008 : L'Amiral (russe : Адмиралъ) d'Andreï Kravtchouk

### Télévision
- 1966-1969 : La Grande Vallée (coordination - 82 épisodes)

## Distinctions

### Récompenses
- Oscars 1984 : Oscar du meilleur montage pour L'Étoffe des héros

### Nominations
- BAFTA 1977 : British Academy Film Award du meilleur montage pour Taxi Driver